# Oligomer
En oligomer är en struktur av ett fåtal (av grekiska ολιγος, oligos = 'ett fåtal') molekyler. En ensam molekyl betecknas monomer medan en polymer kan bestå av ett i stort sett obegränsat antal molekyler.
Som oligomerer brukar räknas:
- Dimerer – två molekyler
- Trimerer – tre molekyler
- Tetramer – fyra molekyler
- Pentamer – fem molekyler

Flytande paraffiner och mjukgörare är ofta oligomera.